# المراقبة الجماعية في الصين

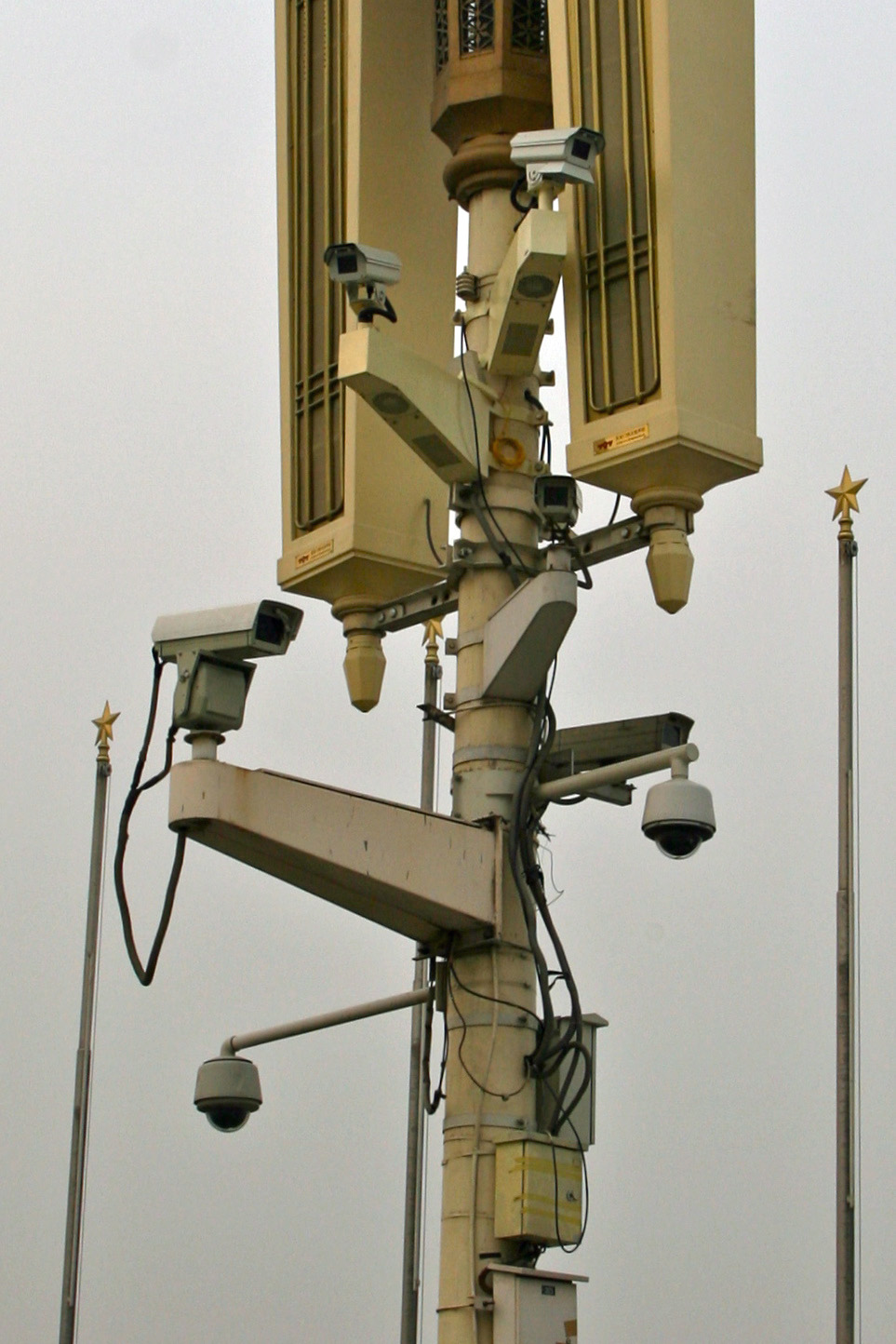
كاميرات مراقبة في ساحة تيان آن من في عام 2009. في عام 2019، ذكرت شركة كومباريثك أن 8 من أصل 10 من أكثر المدن مراقبة في العالم توجد في الصين.

المراقبة الجماعية في الصين هي شبكة من أنظمة المراقبة التي تستخدمها الحكومة الصينية للتجسس على حياة المواطنين الصينيين. على الرغم من وجود مزاعم بمراقبة غير معلنة للشركات الخاصة لصالح الحكومة الصينية. تراقب الصين مواطنيها عبر الإنترنت والكاميرا وكذلك من خلال التقنيات الرقمية الأخرى.
في الوقت الحالي، ترتبط المراقبة الجماعية في الصين ارتباطًا وثيقًا بنظام الائتمان الاجتماعي الخاص بها، وقد توسعت بشكل كبير بموجب قانون أمن الإنترنت الصيني وبمساعدة الشركات المحلية مثل داهوا وهيكفيشن وبايت دانس وهواوي وزد تي إي وغيرها.
يقدر أنه قد استُخدم نحو 200 مليون كاميرة مراقبة سي سي تي في بنظام «سكاي نت» في الصين البرية حتى عام 2019، أي أربعة أضعاف عدد كاميرات المراقبة في الولايات المتحدة. من المتوقع أن عدد كاميرات المراقبة في الصين البرية وصل إلى 626 مليون. سرعت جائحة كورونا من تطبيق المراقبة الجماعية لأنها قدمت ذريعة معقولة للقيام بذلك.

## تاريخها

### القرن الحادي والعشرين
أنشأت الحكومة الصينية في عام 2005 نظامًا للمراقبة الجماعية سمي سكاي نت. صرحت الحكومة عن وجود نظام سكاي نت في عام 2013، بحلول ذلك الوقت كانت الشبكة تتضمن أكثر من 20 مليون كاميرا. كانت الكاميرات مركبة خارج الجوامع في منطقة شينجيانغ، والمعابد في التبت ومنازل المنشقين، إضافة إلى مراقبة عامة الناس.
شجعت الحكومة الصينية في عام 2017 على استخدام تطبيقات الهاتف المحمول المتنوعة كجزء من حملة مراقبة أوسع. أطلق المنظمون المحليون تطبيقات للهاتف المحمول لأهداف أمنية وطنية وللسماح للمواطنين بالإبلاغ عن الانتهاكات.
تشمل أبرز آليات المراقبة منذ عام 2018 كاميرات المراقبة الجماعية في الشوارع، ومراقبة شبكة الإنترنت وطرق المراقبة المبتكرة حديثًا المعتمدة على الائتمان الاجتماعي وعلى الهوية.
اعتمدت الحكومة المركزية الصينية أيضًا تقنية التعرف على الوجوه، وطائرات المراقبة بدون طيار، وشرطة الروبوت، وجمع البيانات الضخمة الذي يستهدف منصات التواصل الاجتماعي على شبكة الإنترنت لمراقبة مواطنيها.
قال إدوارد سنودن، كاشف فساد وكالة الأمن القومي في عام 2019، إن آليات المراقبة الجماعية في الصين وآليات الاتصال الخاصة كانت «محيرة للعقل تمامًا». قدر عدد كاميرات المراقبة سي سي تي في ذات نظام «سكاي نت» التي استخدمت في الصين البرية، حتى عام 2019، بنحو 200 مليون، وهي أكثر بأربعة أضعاف من كاميرات المراقبة في الولايات المتحدة. تزعم وسائل الإعلام في الصين أن سكاي نت هو أكبر نظام لمراقبة الفيديو في العالم، ويستخدم تقنية التعرف على الوجوه وتحليل البيانات الضخمة. في عام 2019، ذكرت شركة كومباريتش في تقارير لها أن 8 من أصل المدن العشر الأكثر مراقبة في العالم تقع في الصين، مع احتلال شونغ كينغ وشينزن وشانغاهاي المراتب الثلاث الأعلى في العالم. في عام 2019، زودت الصين معظم أنحاء العالم بتقنيات المراقبة، ووضعت البلاد في موقع السيطرة على صناعة معدات المراقبة الجماعية.
وفقًا لمزود المعلومات آي إتش إس ماركت فإنه في نهاية عام 2019 كان هناك 770 مليون كاميرة مراقبة في الصين، وكان من المتوقع أن يتجاوز هذا الرقم المليون بحلول نهاية عام 2021. تقول الحكومة إن ذلك يمنع حدوث الجرائم، لكن المواطنين يقلقون من إمكانية اختراق بياناتهم وخصوصيتهم. في أواخر شهر أكتوبر عام 2020، استخدم الفنان دينغ يوفينغ فن التمثيل لتسليط الضوء على مشكلة مدى صعوبة تفادي رؤية الكاميرات الأمنية.

### الخط الزمني
- في عام 2011، اقترحت لجنة العلوم والتكنولوجيا المحلية في بكين برنامج تعقب للهواتف المحمولة، وأطلق عليه لاحقًا اسم منصة معلومات حركة المواطنين في الزمن الحقيقي، وكان يهدف ظاهريًا لتسهيل حركة المرور في شوارع المدينة. وفقًا لمسؤولين رسميين، من المفروض أنه في السنوات الأربع السابقة لعام 2012، تم حل 100 ألف جريمة بمساعدة كاميرات المراقبة في غانغ دونغ. من ناحية ثانية، قال أحد النقاد إن «أحد أهم أهداف أنظمة المراقبة الذكية هذه هو القضاء على الاضطرابات الاجتماعية التي يثيرها مقدمو الالتماسات والمنشقون».[18]
- في عام 2013، اعتبرت الحكومة أن التلوث الجوي الخطير في المدن الصينية هو تهديد أمني، لأن كاميرات الدوائر التلفزيونية المغلقة أصبحت عديمة الفائدة. في ديسمبر 2013، طلب نائب وزير وزارة الصناعة وتكنلوجيا المعلومات من شركة تشاينا تيليكوم، وهي شركة كبرى للهواتف الأرضية والمحمولة، تنفيذ نظام لتسجيل الاسم الحقيقي.[19]
- في عام 2014، تابعت وزارة الصناعة وتكنلوجيا المعلومات بطلب ضبط المعلومات غير المرغوب فيها على شبكة الإنترنت. استخدمت الصين أيضًا في عام 2014 مشروع مراقبة الدماغ والعاطفة المدعوم من الحكومة على نطاق غير مسبوق في المصانع، ووسائل النقل العامة والشركات التابعة للدولة والجيش.[20]
- في يناير 2014، أعلنت إدارة الدولة للصحافة والنشر والإذاعة والسينما والتلفزيون أن الأسماء الحقيقة مطلوبة من الأشخاص الذين يريدون تحميل مقاطع فيديو إلى مواقع الويب الصينية. أوضحت الوكالة أن هذا الطلب كان يهدف إلى منع المحتوى المبتذل، وأشكال الفن الأساسي والعنف المبالغ فيه والمحتوى الجنسي في فيديوهات الإنترنت التي تؤثر بشكل سلبي على المجتمع.[21]
- وفقًا لوثيقة رسمية تم إصدارها في عام 2015، فإن الحكومة الصينية تهدف إلى بناء شبكة لمراقبة مقاطع الفيديو على امتداد البلاد بحلول عام 2020 من أجل ضمان الأمن العام، وستكون منتشرة في كل مكان، ومتصلة بالشبكات بشكل كامل، وتعمل طوال الوقت ويمكن التحكم بها بشكل كامل.[22]
- في عام 2016، طرحت الصين قانون أمن الفضاء الإلكتروني، وطلبت من شركات الإنترنت تخزين جميع سجلات الشبكة لمدة ستة أشهر على الأقل وتخزين جميع البيانات الخاصة والمعلومات الهامة داخل الصين البرية. وأيضًا في عام 2016، نشرت الصين روبوت آنبوت بوليس مجهزًا بسلاح للصعق وكاميرات للتعرف على الوجوه ليبدأ بدوريات في مطار شينزين.[23]
- في عام 2018، كان المسؤولون الرسميون عن تنفيذ القانون في الصين مجهزون بنظارات ذكية للتعرف على الوجوه من أجل القبض على المجرمين، وخاصة مهربي المخدرات. تم اعتماد هذه التقنية بالأصل في مهرجان تشينغداو الدولي للبيرة في عام 2017. زعمت الشركة أنها ألقت القبض على العديد من المجرمين بمساعدة هذه التقنية، من ضمنهم 25 فار و19 مهرب مخدرات و37 من سارقي الأعمال الأدبية. أيضًا في عام 2018، اعترفت السلطات الصينية لأول مرة أنها تستطيع الوصول إلى الرسائل المحذوفة لمستخدمي برنامج وي تشات بدون أذنهم. استعادت لجنة المراقبة والإشراف على الانضباط في إحدى الحالات سجل محادثة كاملة لأحد المشتبهين كانت قد حذفت مسبقًا.
- في شهر مارس 2019، أعلنت الصين عن فرض قانون على تطبيقات مقاطع الفيديو الصغيرة، وكان الهدف من ذلك أن يكون هذا القانون وسيلة للحد من اضطراب إدمان الإنترنت لدى المراهقين. يسمح هذا القانون للتطبيقات ذات الصلة بتعقب موقع المستخدمين وتحليل سلوكهم لفرض تشغيل الوضع الخاص بالمراهقين بشكل قسري. تم استخدامه في جميع تطبيقات مقاطع الفيديو الصغيرة بحلول يونيو 2019. في عام 2019، أعلنت الصين أن الجيل الثالث من بطاقات الهوية للمقيمين ستكون قادرة على تتبع المواقع. سيتم أيضًا جمع معلومات عن الدم وتسجيلها على البطاقة.[24]
- في عام 2020، ارتدى المسؤولون الصينيون عن تنفيذ القانون «خوذًا ذكية» مجهزة بكاميرات بنظام الذكاء الصنعي تعمل على الأشعة تحت الحمراء لكشف درجة حرارة المارة في جائحة فيروس كورونا. كانت الخوذ الذكية التي استخدمتها الشرطة مجهزة أيضًا بإمكانيات التعرف على الوجوه، والتعرف على لوحة الترخيص والقدرة على فحص رموز الاستجابة السريعة (الباركود).[25][26]